# Malva neglecta

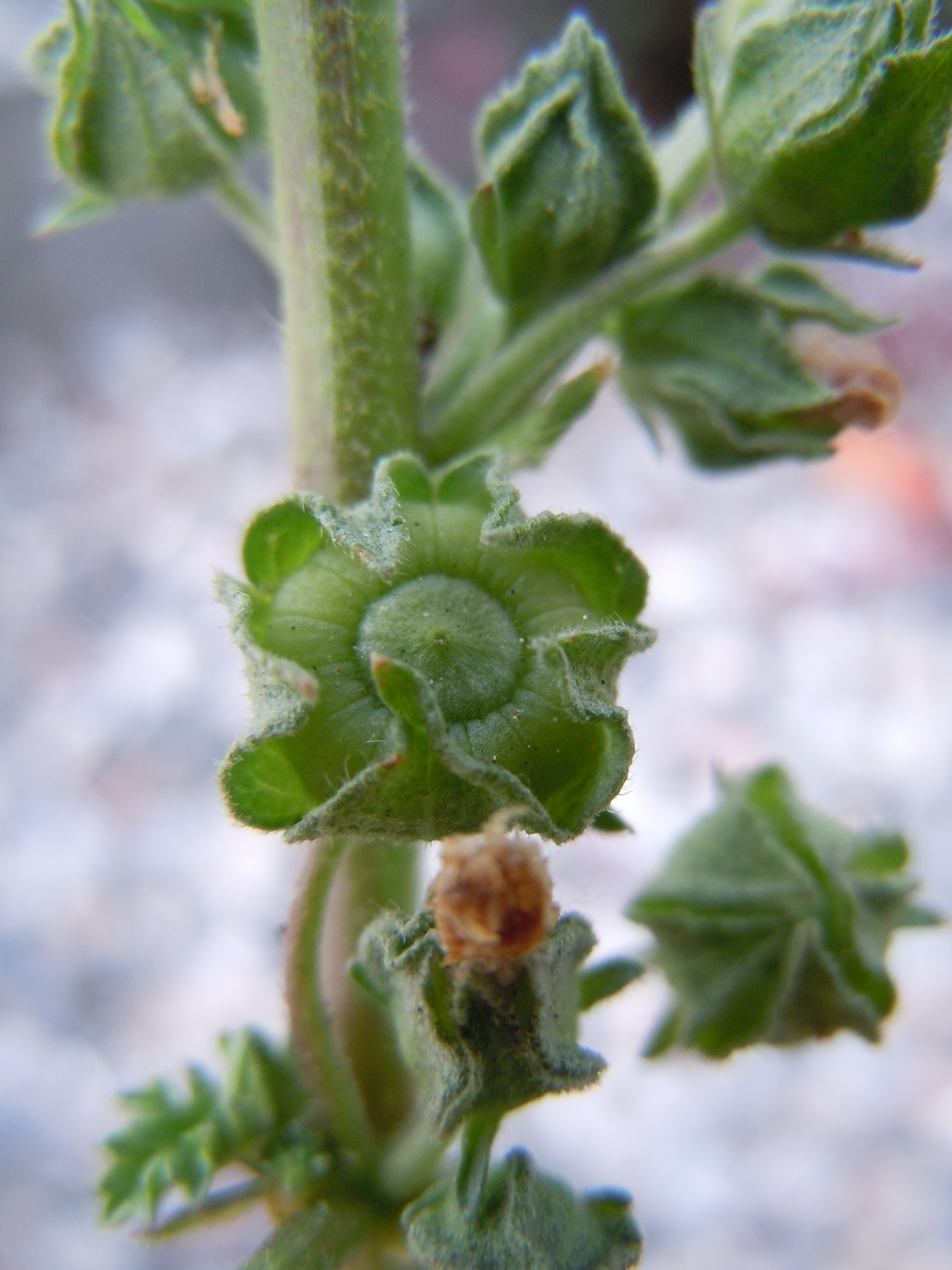
Esquizocarpos inmaduros in situ.

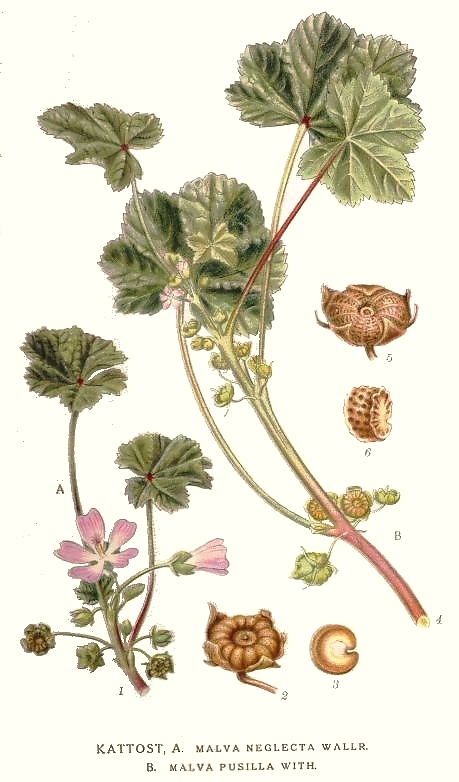
Ilustración

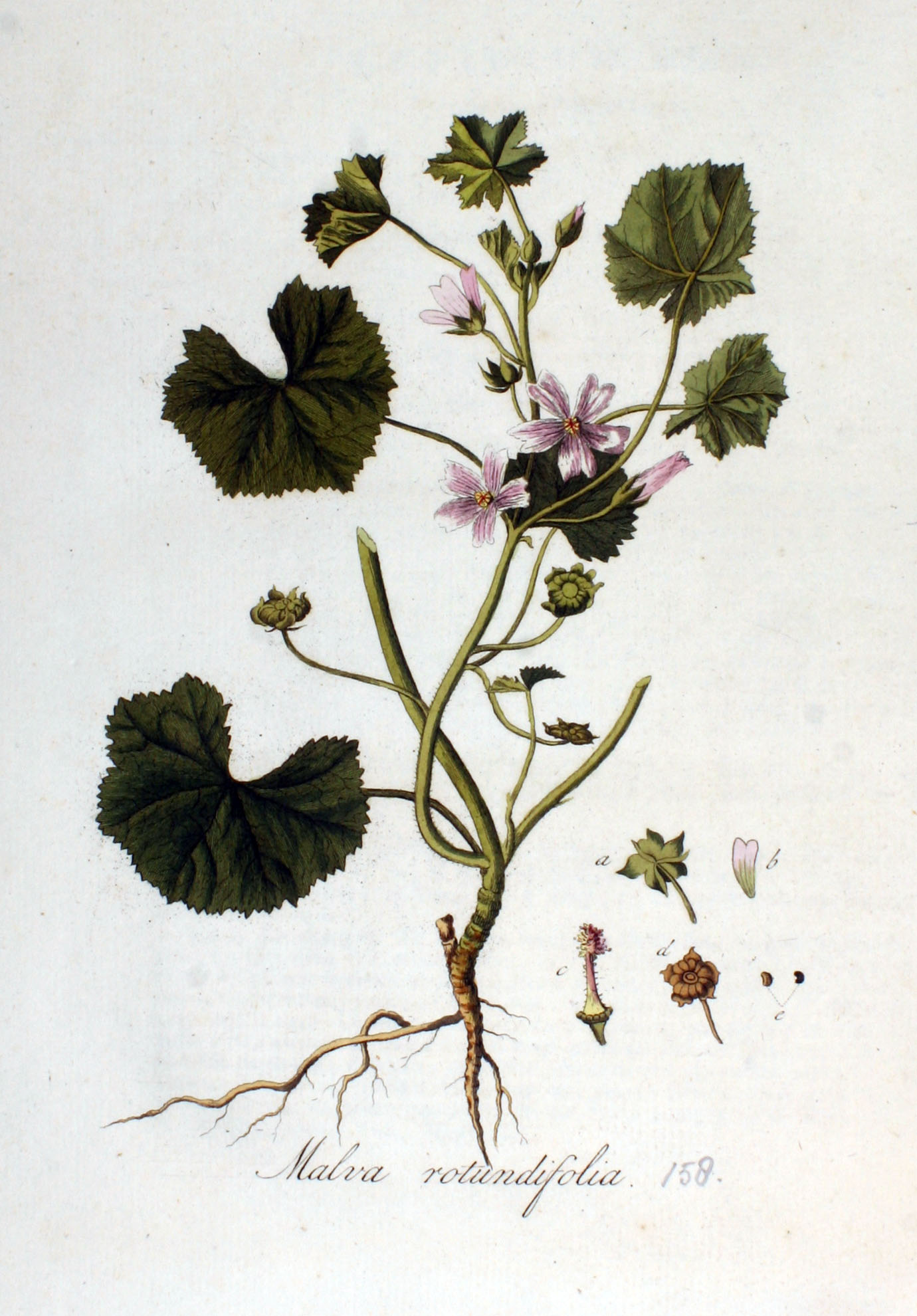
Ilustración en Flora Batava

Malva neglecta es una especie de planta herbácea de la familia de las malváceas.

## Descripción
Hierba anual, bienal o perenne con tallos de hasta 0,6 m de alto, a veces leñosos en la base, el central ascendente, raramente erecto, los laterales decumbentes, densamente estrellado-pubescentes. Las hojas miden 4-70 por 5-40 mm, son suborbiculares o reniformes, cordadas en la base, con 5-7 lóbulos más o menos agudos, crenado-dentadas, densamente estrellado-pubescentes o solamente con algunos pelos simples o bífidos, largamente pecioladas. Dichos pecíolos son 2-5 veces más largos que el limbo, estrellado-pubescentes con estípulas de 3-6 mm, ovado-lanceoladas, crenado-dentadas, estrellado-pubescentes, ciliadas en el margen. Las flores tienen 1,8-2,5 cm de diámetro, en fascículos axilares de 3-6 flores, larga y desigualmente pedunculadas con estos últimos deflexos en la fructificación. Las 3 piezas del epicáliz tienen 2,5-4 mm, son linear-lanceoladas, estrellado-pubescentes. Los 5 sépalos del cáliz miden 3, 5-7 mm, son anchamente triangular ovados, poco acrescentes y erectos en la fructificación, que a veces ocultan el fruto, estrellado-pubescentes, ciliados. Los 5 pétalos son obovado-cuneados, profundamente emarginados, pálidamente liláceos o blanquecinos, con los nervios lilacinos y la uña con pelos largos; miden 7-14mm. El tubo estaminal es pubescente, con pelos simples. Los 12-16 mericarpos del fruto esquizocárpico miden 2 por 1,5-2 mm, con dorso convexo, liso o reticulado, carenadas lateralmente, con radios sinuosos en los lados, más o menos densamente pubescentes a tomentosos, de un color castaño verdoso.

## Hábitat
Crece en herbazales nitrófilos, campos de cultivo,lugares incultos, descampados urbanos, entre otros lugares. 
Florece generalmente desde junio hasta el otoño. Su ciclo completo de vida abarca el periodo comprendido entre marzo y noviembre.

## Distribución
Nativa
En Macaronesia, Norte de África, Península arábiga, Asia y Europa.
En la península ibérica, está presente en todo el territorio. También vive en algunos lugares  de las Islas Canarias y de las Baleares.
Naturalizada
En otras zonas del mundo de clima templado.

## Usos
Planta medicinal (propiedades antiinflamatorias) y comestible (sopas y ensaladas).

## Taxonomía
Malva neglecta fue descrita por Karl Friedrich Wilhelm Wallroth y publicado en Sylloge Plantarum Novarum 1: 140–142. 1824.
Citología
Número de cromosomas: 2n = 42.
Etimología
Malva: nombre genérico que deriva del Latín malva, -ae, vocablo empleado en la Antigua Roma para diversos tipos de malvas, principalmente la malva común (Malva sylvestris), pero también el "malvavisco" o "altea" (Althaea officinalis) y la "malva arbórea" (Lavatera arborea). Ampliamente descritas, con sus numerosas virtudes y propiedades, por Plinio el Viejo en su Historia naturalis (20, LXXXIV).
neglecta: epíteto latíno  de neglectus. -a, -um, "descuidada", por el porte desordenado y rastreante/procumbente de la especie.
Sinonimia
- Malva vulgaris Fr., Novit. Fl. Suec. Alt., 219, 1828, nom. illeg.
- Malva pusilla auct., non Sm.
- Malva rotundifolia auct., non L.[1][3]

## Nombres comunes
- Castellano: alboeza (2), galletas, malva (5), malva baja del campo (2), malva blanca, malva bojica, malva común (3), malva corriente, malva de hoja redonda (3), malva enana (6), malva menuda, malva menuda y bajica, malva rastrera, malva redonda (2), malva vulgar de flor pequeña (2), malvilla, marva, panecicos, rosquillas. Entre paréntesis la frecuencia del nombre en España.[4]